# Cithaeronidae
Cithaeronidae é uma pequena família de aranhas araneomorfas que inclui 6 espécies agrupadas em dois géneros.

## Descrição
As espécies incluídas na família Cithaeronidae são aranhas que caçam durante a noite, caracterizadas pela rapidez com que se movem. Durante o dia abrigam-se em sacos de seda que constroem sob rochas e outras estruturas.
A fêmeas do género Cithaeron medem de 5 a 7 mm de comprimento corporal, enquanto os machos medem cerca de 4 mm. Apresentam uma coloração amarelo pálida e preferem como habitat locais rochosos muito quentes e secos.
Enquanto o género Inthaeron ocorre apenas na Índia, os membros do género Cithaeron têm distribuição natural na África, Índia e partes da Eurásia.
Três fêmeas adultas da espécie Cithaeron praedonius foram encontradas em Teresina, Piauí, Brasil, mas como o local da captura está situado numa zona habitada, presumiu-se que a espécie foi acidentalmente introduzida na região. O mesmo se presume em relação a espécimes encontrados no Northern Territory da Austrália.
Uma população estável de Cithaeron praedonius foi descoberta na Flórida, também resultado de uma introdução acidental.

## Taxonomia
A família Cithaeronidae é composta pelos seguintes géneros e espécies:
- Cithaeron O. P-Cambridge, 1872
  - Cithaeron delimbatus Strand, 1906 — África Oriental
  - Cithaeron indicus Platnick & Gajbe, 1994 — Índia
  - Cithaeron jocqueorum Platnick, 1991 — Costa do Marfim
  - Cithaeron praedonius O. P.-Cambridge, 1872 — Grécia, Líbia até à Malásia, Austrália e Brasil
  - Cithaeron reimoseri Platnick, 1991 — Etiópia
- Inthaeron Platnick, 1991
  - Inthaeron rossi Platnick, 1991 — Índia